# Захарий Цигарас
Захарий  (на гръцки: Ζαχαρίας Τσιγαράς, Захарияс Цигарас) е православен духовник, епископ на Охридската архиепископия и Вселенската патриаршия от началото на XVII век.
В началото на XVII век като преспански епископ Захарий заедно Митрофан Костурски с подпомага архиепископ Атанасий I Охридски в революционната му дейност. През юли 1624 година Захарий участва в Цариградския събор, решил да се изпратят екзарси в епархиит, за да събират годишните вноски за изплащане на патриаршиеските дългове, стигнали над 100 товара аспри. Подписът на Захарий в съборния акт е на последно място.
Презъ месец юли 1626 година като бивш преспански епископ Захарий става амасийски митрополит.